# Кочин
Кочин је град у Индији у држави Керала. Према незваничним резултатима пописа 2011. у граду је живело 601.574 становника.

## Становништво
Према незваничним резултатима пописа, у граду је 2011. живело 601.574 становника.
| 1991.   | 2001.   | 2011.   |
| ------- | ------- | ------- |
| 564.589 | 595.575 | 601.574 |